# Judith, ducesă de Bavaria
Judith sau Iudita (n. 925 d.Hr. – d. 29 iunie 985 d.Hr., Regensburg, Germania) a fost ducesă de Bavaria.
Judith era fiica mai mare a ducelui Arnulf de Bavaria, supranumit cel Rău cu soția sa, Iudita de Sülichgau.
Ea a devenit soția lui Henric, fratele lui Otto I cel Mare, rege în Sfântul Imperiu Roman, prin care căsătorie Bavaria a devenit parte componentă a Regatului Germaniei. Fiul lor a fost Henric cel Certăreț, pentru care ea a fost regentă după moartea lui Henric I din 955. Judith a efectuat un pelerinaj la Ierusalim și, după întoarcerea sa în 974, s-a retras la Niedermünster în Regensburg. A fost înmormântată acolo, alături de soțul ei.